# Вальгрегентино
Вальгрегентино (итал. Valgreghentino) — коммуна в Италии, располагается в регионе Ломбардия, подчиняется административному центру Лекко.
Население составляет 3014 человек, плотность населения составляет 502 чел./км². Занимает площадь 6 км². Почтовый индекс — 23857. Телефонный код — 0341.
Покровителем коммуны почитается святой Георгий, празднование 23 апреля.

## Города-побратимы
- Сен-Реми-ан-Ролла, Франция